# Maransis rufolineatus
Maransis rufolineatus är en insektsart som beskrevs av Schulthess 1899. Maransis rufolineatus ingår i släktet Maransis och familjen Diapheromeridae. Inga underarter finns listade i Catalogue of Life.